# Туннер, Петер фон

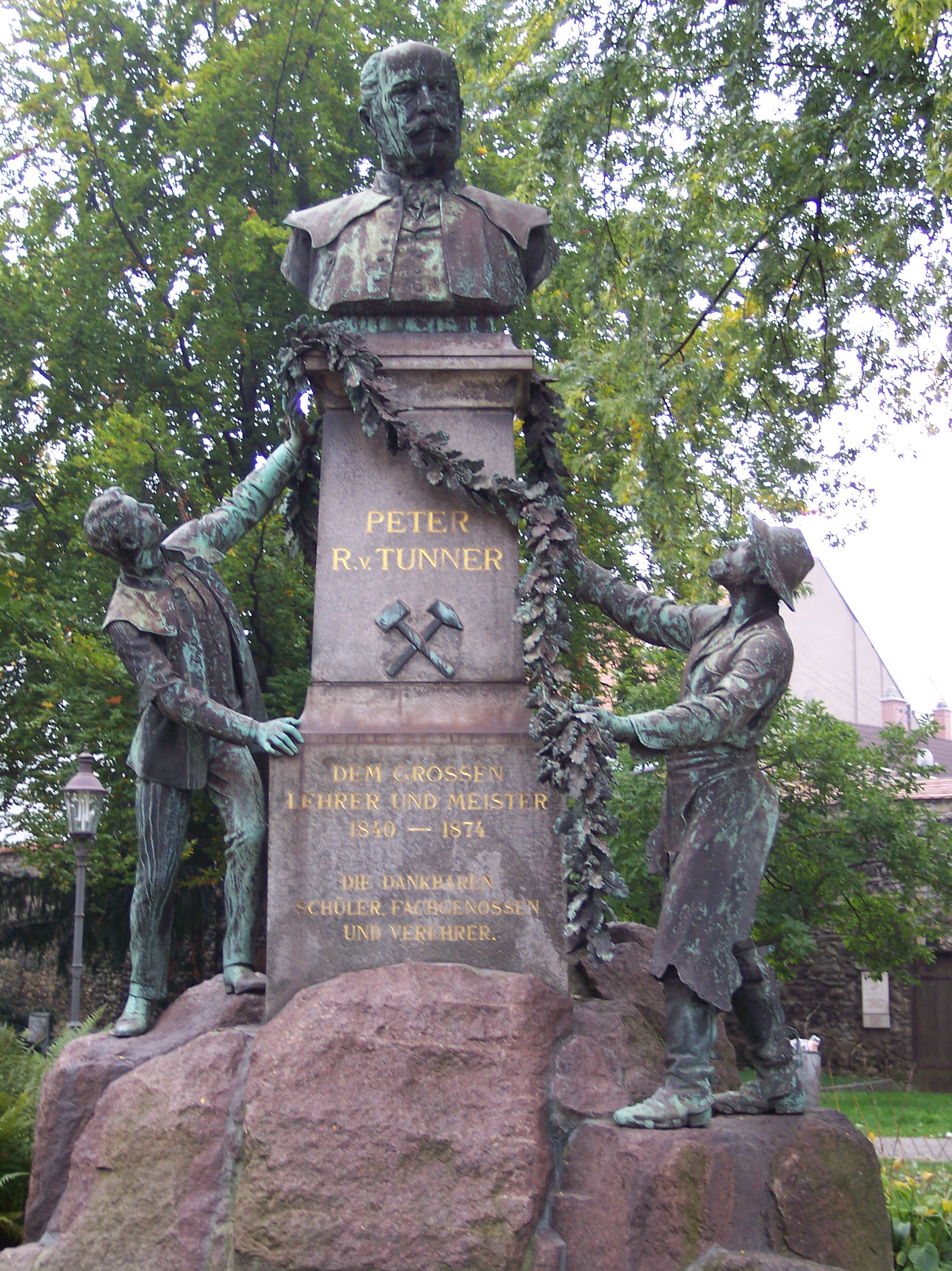
Памятник П. фон Туннеру в парке в Леобене, названном в его честь

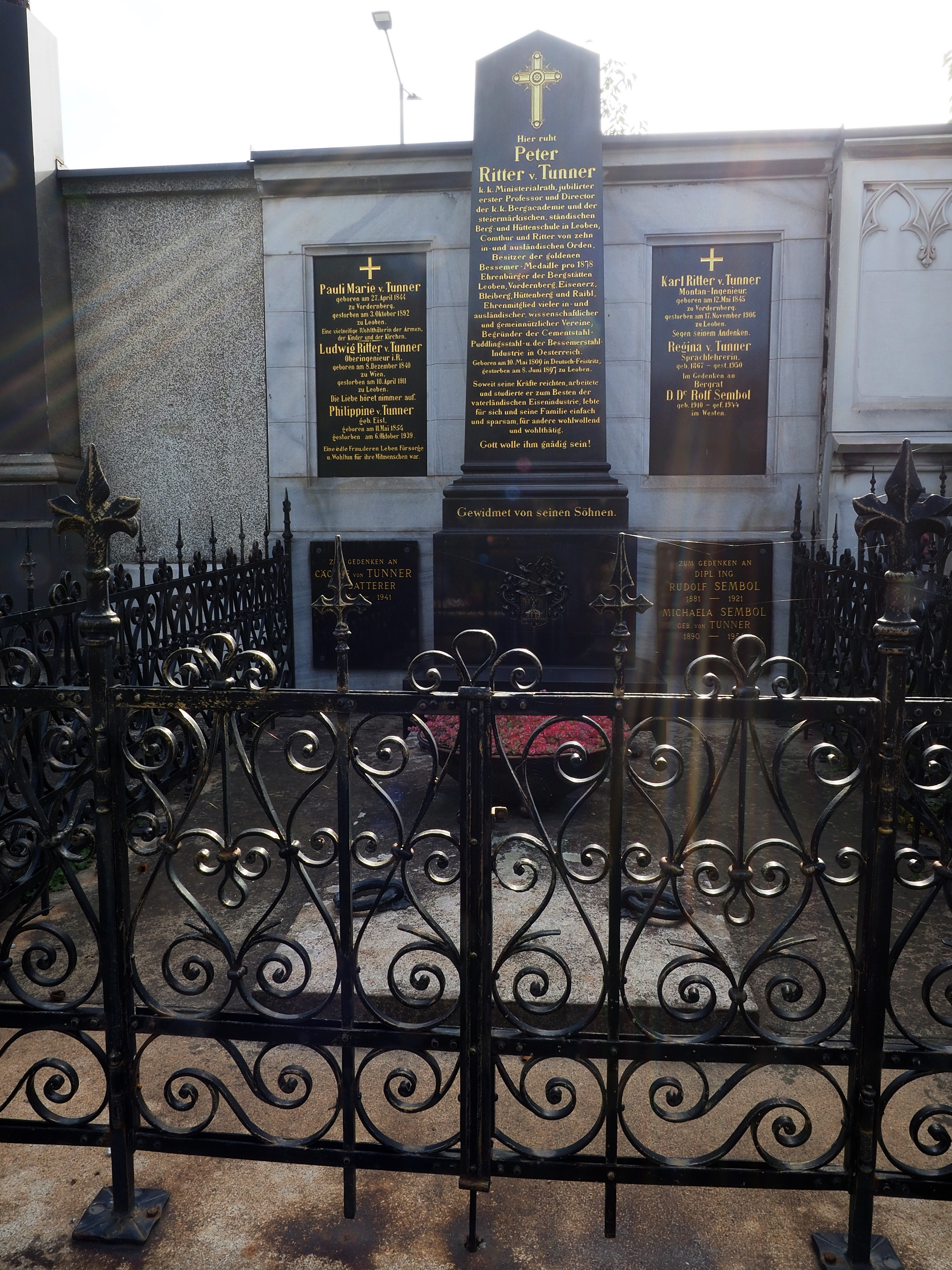
Могила на центральном кладбище Леобена

Петер фон Туннер (нем. Peter Ritter von Tunner zu Turrach, 10 мая 1809, Turrach, Мурау — 8 июня 1897, Леобен) — австрийский учёный-металлург, внёсший значительный вклад в развитие горно-металлургической промышленности Штирии.

## Биография
Учился в Венском политехническом институте. В 1832 году стал руководителем недавно построенного железоделательного завода в Мурау.
В 1835 году в Грацском техническом университете была создана кафедра металлургии, которую возглавил Туннер по предложению эрцгерцога Иоганна. Для изучения горного дела Туннер несколько лет провёл в Германии, Швеции, Англии, Бельгии, Швейцарии и Италии. С открытием Леобенского университета 4 ноября 1840 года Туннер начал преподавать в нём горное дело и металлургию. В 1863 году Туннер впервые в Австро-Венгрии осуществил плавку бессемеровским процессом.
В 1861 году Туннер был награждён Орденом Железной Короны третьей степени, в 1864 году был удостоен рыцарского звания.
В 1865—1866 годах Туннер занимал должность директора Берг-академии. В 1870 году по приглашению Российского правительства Туннер посетил промышленную выставку в Санкт-Петербурге и осмотрел уральские металлургические заводы. По результатам этой поездки в 1871 году им была издана книга с описанием заводов, в которой он отмечал техническую и организационную отсталость металлургии Урала, остатки крепостных устоев и высокую себестоимость продукции. Книга фон Туннера стала первым систематизированным описанием уральских горных заводов.
С 1867 по 1874 год Туннер был членом Штирийского ландтага и рейхсрата. 1 июля 1874 года вышел на пенсию и оставался директором горной школы в Леобене до 1880 года и председателем попечительского совета школы до 1893 года.
В конце февраля 1897 года Петер фон Туннер перенёс второй инсульт. Скончался 8 июня того же года. Похоронен на центральном кладбище в Леобене.
Туннер был женат на Марии Зальбрюкнер, дочери Иоганна Зальбрюкнера. От брака у супругов было семеро детей.